# Partograma
Partograma é uma representação visual/gráfica de valores ou eventos relacionados com o trabalho de parto. As medidas podem incluir estatísticas como a dilatação cervical, frequência cardíaca fetal, duração do trabalho de parto e sinais vitais. 
O partograma tem como finalidade um registro acurado do progresso do trabalho de parto, de maneira que qualquer atraso ou desvio do normal seja detectado e tratado rapidamente.